# Bánfalvi András
Bánfalvi András (Jászberény, 1948. november 4.–) fémművestervező iparművész, egyetemi tanár.

## Életút
1967-ben ötvös szakon érettségizett a Képző- és Iparművészeti Gimnáziumban. 1973-ban tervezőművész diplomát szerzett a Magyar Iparművészeti Főiskolán, mestere Engelsz József volt.
1973-tól tárgytervezéssel foglalkozik. Az 1970-es évek második felében készítette első csavarmenetes ékszereit. 1998-ban megkapta a Soros Alapítvány képzőművészeti díját, 2009-ben pedig Ferenczy Noémi-díjjal tüntették ki. 1981-től mintegy tíz kiállításon vett részt itthon, Németországban és Londonban.
1987 óta tanít a Magyar Iparművészeti Főiskola fémműves szakán.

## Csoportos kiállítások (válogatás)
- 1981 2. Ötvös és Fémműves Quadriennále, Miskolci Galéria, Miskolc
- 1984 Jewellery from Hungary, Electrum Gallery, London
- 1988 Amulet & Talisman, Friedrich Wilhelm Müller Wettbewerb, Schwabisch Gmünd Pforzheim, Hannau, Bonn, Freiburg, Berlin
- 1989 Die Faszination des Materials, 41. Internationalen Handwerksmesse, München
- 1990 Divat és látvány, Ernst Múzeum, Budapest
- 1990 Signaturen, Internationaler Schmuckwettbewerb 'Aus Gold und Silber' Stiftung Gold- und Silberschmiedekunst, Schwabisch Gmünd
- 1993 Facet I., International Jewellery Biennale, Kunsthal, Rotterdam
- 1997 Műhelysarok, Iparművészeti Múzeum, Budapest.
- 2008 – 2009 Craft & Design – „Irányok, utak a kortárs magyar iparművészetben” Iparművészeti Múzeum, Budapest